# Hargi
Hargi is een plaats in de Estlandse gemeente Võru vald, provincie Võrumaa. In 2021 telde de plaats 25 inwoners.
Hargi heeft de status van dorp (Estisch: küla). Tot in oktober 2017 hoorde Hargi bij de gemeente Sõmerpalu. In die maand werd Sõmerpalu bij de gemeente Võru vald gevoegd.
Hargi ligt ten noorden van het langgerekte meer Lõõdla järv. De Tugimaantee 69, de secundaire weg van Võru naar Tõrva, komt door Hargi.

## Geschiedenis
Hargi werd voor het eerst genoemd in 1585 onder de naam Jak Hark. Latere namen zijn Harige Mick (1627), Harje Mick (1638), en in 1762 uiteindelijk Hargi. Oorspronkelijk was het dorp een boerderij op het landgoed van Uelzen (Vaabina) en na 1748 op het landgoed van Linnamäggi (Linnamäe). De naam is waarschijnlijk afgeleid van de naam of de bijnaam van de boer. Pas in 1970 kreeg Hargi officieel de status van dorp.